# Sietske Noorman
Sietske Noorman (Eindhoven, 16 juli 1991) is een Nederlandse atlete uit Best, die gespecialiseerd is in het hoogspringen. Ze werd meerdere malen Nederlands kampioene in deze discipline.

## Biografie

### Begin
Sinds haar achtste jaar was Noorman lid van atletiekvereniging AV Generaal Michaëlis in Best. In 2011 stapte zij over naar AV Unitas uit Sittard. Van 2006 tot 2008 nam ze deel aan de regiotrainingen van de Atletiekunie in Sittard. Na deze periode bleef ze, naast de trainingen in Best bij Adri Raaimakers, in Sittard trainen bij coach Gina Dubnova, die ook hoogspringer Martijn Nuijens onder haar hoede had.

### Eerste grote toernooi
In 2007 kwalificeerde Sietske Noorman zich voor het eerst voor een groot internationaal toernooi, het Europees Jeugd Olympisch Festival in Belgrado, Servië, door binnen de daartoe gestelde termijn de limiet van 1,72 m te halen. In Belgrado werd zij negende (1,70). Op de NK voor B-junioren behaalde zij in dat jaar indoor een bronzen, en outdoor een zilveren medaille.

### Nederlands kampioene
Op 6 juli 2008 won Sietske Noorman tijdens de Nederlandse kampioenschappen het hoogspringen met een hoogte van 1,79, voor Yvonne Wisse (1,76) en Remona Fransen (1,73). Eerder dat jaar had ze ook al succes bij de wedstrijden in Lisse (Ter Specke Bokaal) en Leiden (Gouden Spike), waar ze het hoogspringen won. Voorafgaand aan haar titel bij de senioren was Sietske Noorman op 31 mei 2008 in Groningen ook al Nederlands hoogspringkampioene geworden bij de B-junioren. Nog eerder in dat jaar werd zij tijdens de Nederlandse indoorkampioenschappen tweede, zowel bij de A-junioren als bij de B-junioren.

### Finaleplaats op EJK
Aan het begin van 2009 stelde Noorman deelname aan haar volgende grote internationale toernooi, de Europese jeugdkampioenschappen in Novi Sad, direct veilig door bij haar allereerste juniorwedstrijd van het jaar in het Duitse Herzebrock-Clarholz 1,79 hoog te springen. Dit was binnen de door de Atletiekunie gestelde limietperiode precies voldoende voor uitzending; eerder op 28 december 2008 had ze in Sittard zelfs al een PR van 1,80 gesprongen, maar die prestatie viel daar toen nog buiten.
Op 31 januari 2009 scherpte ze haar PR aan tot 1,81 tijdens de eerste grote wedstrijd in het gloednieuwe Omnisportcentrum in Apeldoorn. Een week later werd ze tijdens de NK indoor voor junioren Nederlands kampioene bij de A-junioren, met een winnende hoogte van 1,80. Weer een week later, op 15 februari 2009 werd ze (net als de week daarvoor ook nu in Apeldoorn) voor het eerst Nederlands indoorkampioene hoogspringen met een PR van 1,82.
Het outdoor seizoen van 2009 verliep, ondanks dat er veel tijd in het VWO-examen gestoken moest worden, succesvol, met eerste plaatsen in Lisse (Ter Specke Bokaal) en Leiden (Gouden Spike), het Nederlands A-juniorenkampioenschap (behaald in Emmeloord) en de Nederlandse kampioenschappen bij de senioren (Amsterdam).
Deelname aan de Europese jeugdkampioenschappen in Novi Sad, Servië, leverde Noorman een finaleplaats op, door een sprong van 1,80 in de kwalificatiewedstrijd. De finale verliep enigszins teleurstellend en eindigde met een elfde plaats.

### Sterke start in 2010
Het jaar 2010 ging Sietske Noorman sterk van start door zich in januari bij wedstrijden in het Tsjechische Ostrava met een sprong over 1,80 te kwalificeren voor de wereldkampioenschappen voor junioren in Canada. Een maand later slaagde zij er op de NK indoor niet in om haar titel van het jaar ervoor te prolongeren. Ze sprong tot en met 1,78 weliswaar foutloos, maar daar bleef het bij, terwijl meerkampster Remona Fransen als enige 1,83 wist te overbruggen.
Dat die hoogte er ook bij Noorman in zat, bewees ze begin maart: in Sittard sprong ze over 1,83. Vervolgens perste ze er enkele weken later op de valreep van het indoorseizoen in het Tsjechische Valašské Meziříčí zelfs nog meer uit. Met 1,84 werd ze tweede achter de Tsjechische indoorkampioene Oldřiška Marešová, die dezelfde hoogte zonder foutsprongen haalde. Noorman staat nu op de Nederlandse A-juniorenranglijst aller tijden samen met Mirjam van Laar (1,84 in 1974) op een gedeelde tweede plaats. De lijst wordt aangevoerd door Ella Wijnants, die in 1983 tot een hoogte kwam van 1,88.

### WJK 2010
In juli in het Canadese Moncton liet Noorman vervolgens zien, dat ze haar vorm van begin van het jaar had weten vast te houden. Tijdens de wereldkampioenschappen voor junioren kwalificeerde zij zich bij het hoogspringen met een sprong over 1,81 voor de finale. Hierin deed zij er onder weliswaar droge, maar winderige omstandigheden nog een schepje bovenop en kwam ze met een hoogte van 1,82, een verbetering van haar beste buitenprestatie ooit, tot een verdienstelijke zesde plaats.

### Tegenslagen
Eind 2010 kondigde haar trainster Gina Dubnova haar definitieve vertrek naar Tsjechië aan. Kort hierop werd Noorman geveld door de ziekte van Pfeiffer. Het indoorseizoen van 2011 ging hierdoor helemaal verloren. Aan de hand van veelvuldig Nederlands kampioen polsstokhoogspringen en hoogspringtrainer Servee Wijsen begon ze heel langzaam aan een comeback. Het hele seizoen van 2011 bleef echter in het teken van herstel staan van de ziekte van Pfeiffer. Het lukte haar zich te kwalificeren voor de Europese kampioenschappen U23 in Ostrava in juli 2011, maar de prestaties vielen tegen (1,77, tiende in de kwalificaties). Tijdens de NK in Amsterdam reikte ze tot een derde plaats met een hoogte van 1,81. Direct na de NK begon een heupblessure op te spelen, die er uiteindelijk voor zou zorgen dat ook het indoorseizoen van 2012 verloren ging.

### 2012
In de herfst van 2011 begon Noorman te trainen bij bondscoach Rens Blom en hoogspringcoach Wim Vandeven. De winter werd gebruikt om conditie op te bouwen en heel geleidelijk werden de springtrainingen hervat. Het aantal trainingen per week werd flink opgeschroefd, en mét resultaat: tijdens de NK voor teams verbeterde Noorman voor het eerst in twee jaar haar persoonlijke record tot 1,85 m. Vier weken later, tijdens de NK in Amsterdam scherpte ze haar PR verder aan tot 1,87 m. Hiermee sleepte ze haar derde nationale titel outdoor in de wacht.

## Nederlandse kampioenschappen

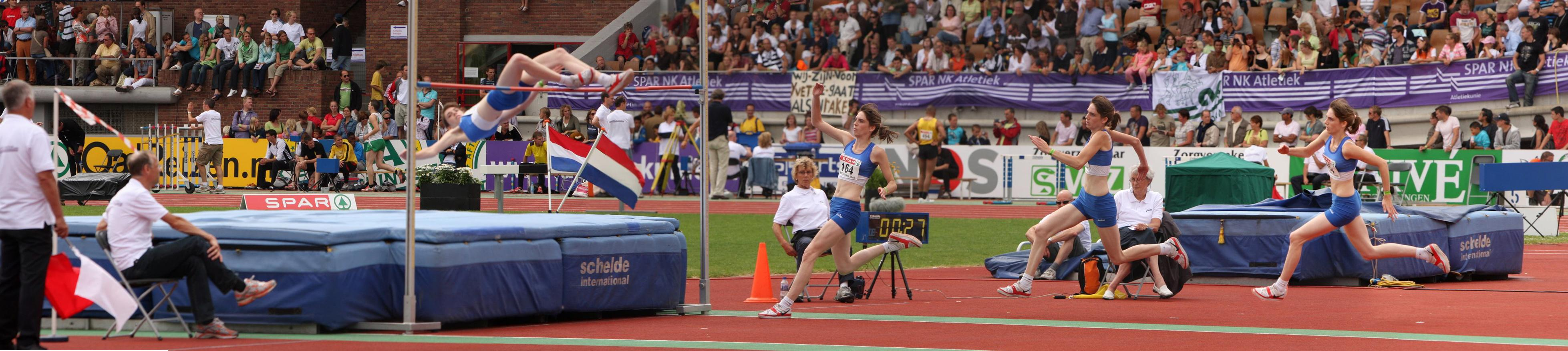
In 2008 met 1,79 m kampioene in Amsterdam.

Outdoor
| Onderdeel    | Jaar                         |
| ------------ | ---------------------------- |
| hoogspringen | 2008, 2009, 2012, 2013, 2015 |

Indoor
| Onderdeel    | Jaar             |
| ------------ | ---------------- |
| hoogspringen | 2009, 2013, 2015 |

## Persoonlijke records
| Onderdeel              | Hoogte | Datum            | Plaats    |
| ---------------------- | ------ | ---------------- | --------- |
| hoogspringen (outdoor) | 1,87 m | 17 juni 2012     | Amsterdam |
| hoogspringen (indoor)  | 1,87 m | 10 februari 2013 | Gent      |

## Prestatieontwikkeling
| Jaar | Hoogte |
| ---- | ------ |
| 2004 | 1,45 m |
| 2005 | 1,55 m |
| 2006 | 1,68 m |
| 2007 | 1,75 m |
| 2008 | 1,80 m |
| 2009 | 1,82 m |
| 2010 | 1,84 m |
| 2011 | 1,81 m |
| 2012 | 1,87 m |
| 2013 | 1,85 m |
| 2014 | 1,86 m |
| 2015 | 1,85 m |

## Palmares

### hoogspringen
- 2008:  NK - 1,79 m
- 2009:  NK indoor - 1,82 m
- 2009: 11e EJK - 1,76 m
- 2009:  NK - 1,79 m
- 2010:  NK indoor - 1,78 m
- 2010: 6e WJK - 1,82 m
- 2011: 10e in kwal. EK U23 - 1,77 m
- 2011:  NK - 1,81 m
- 2012:  Ter Specke Bokaal - 1,77 m
- 2012:  NK - 1,87 m
- 2013:  NK indoor - 1,84 m
- 2013: 10e EK U23 - 1,84 m
- 2013:  NK - 1,85 m
- 2014: 8e FBK Games - 1,85 m
- 2014:  Arena Games te Hilversum - 1,86 m
- 2014:  NK - 1,85 m
- 2015:  NK indoor - 1,85 m
- 2015:  Gouden Spike - 1,81 m
- 2015:  NK - 1,81 m